# 盧芬根
盧芬根（德語：Lufingen）是瑞士联邦苏黎世州比拉赫区的市镇。该市镇面积为4.59平方千米，海拔高度522米，2018年12月31日人口数为2,400。

## 外部連結
- 卢芬根官方网站 （德文）